# Otohydra vagans
Espèce
Otohydra vagans est une espèce de cnidaires de la famille des Otohydridae.

## Répartition
Otohydra vagans se rencontre dans l'Atlantique nord-est et en Méditerranée en France. Cette espèce est présente entre 40 et 60 m de profondeur.

## Classification
Le nom valide complet (avec auteur) de ce taxon est Otohydra vagans Swedmark (d) & Teissier, 1958,.
Otohydra vagans a pour synonyme :
- Octohydra vagans Swedmark & Teissier, 1958 (graphie incorrecte)

## Publication originale
- Bertil Swedmark et Georges Teissier, « Otohydra vagans n. g., n.sp., hydrozoaire des sables, apparenté aux Halammohydridées », Comptes rendus hebdomadaires des séances de l'Académie des sciences, Paris, vol. 247, no 2,‎ 1er juillet 1958, p. 238-240 (ISSN 0249-6321, e-ISSN 2419-7610, lire en ligne, consulté le 9 mars 2024).